# Michel Chapuis (canoista)
Michel Chapuis (Roche-lez-Beaupré, 18 giugno 1941) è un ex canoista francese.

## Palmarès
- Giochi olimpici

Tokyo 1964: argento nel C2 1000 metri.